# Paruroctonus boreus
Espèce
Synonymes
- Scorpio boreus Girard, 1854
- Vaejovis boreus (Girard, 1854)
- Vaejovis aquilonalis Stahnke, 1940
- Vaejovis auratus Gertsch & Soleglad, 1966

Paruroctonus boreus est une espèce de scorpions de la famille des Vaejovidae.

## Distribution
Cette espèce se rencontre :
- aux États-Unis au Washington, en Oregon, en Idaho, en Montana, au Dakota du Nord, au Wyoming, au Colorado, en Utah, au Nouveau-Mexique, en Arizona, au Nevada et en Californie ;
- au Canada dans le Sud de la Colombie-Britannique, de l'Alberta et de la Saskatchewan.

## Description
Les mâles décrits par Gertsch et Soleglad en 1966 mesurent 41,8 et 46,1 mm et les femelles 38,2 et 42,9 mm.

## Systématique et taxinomie
Cette espèce a été décrite sous le protonyme Scorpio boreus par Girard en 1854. Elle est placée dans le genre Buthus par Wood en 1863, dans le genre Vaejovis par Marx en 1890 puis dans le genre Paruroctonus par Williams en 1972.

## Publication originale
- Girard, 1854 : « Arachnidians. » Exploration of the Red River of Louisiana in the year 1852, 32nd Congress of the United States of America, Washington, DC, 2nd Session, Executive Document 54, p. 233-243 (texte intégral).